# 이인명
이인명(李寅命, 1819년 ~ 1887년)은 조선 후기의 문신, 정치인이다. 1858년(철종 9) 생원으로 정시 문과에 급제, 1862년(철종 13) 경상우도 암행어사로 순회하였고, 1863년(철종 14) 사헌부지평에 올랐으며 그해 청나라에 사신이 파견될 때 서장관으로서 연경에 다녀왔다.
그 후 청환직을 두루 거쳐 이조판서에 승진, 1884년(고종 21) 예조판서로서 복제의 개혁으로 소매의 폭을 줄인 '좁은 소매옷을 입으라'는 영에 대해 반대 상소를 했다가 만경군으로 유배되었다가 풀려났다. 광평대군의 후손이다. 본관은 전주이고 자는 기영(祈永)이고 시호는 효헌(孝獻)이다. 한국의 독립운동가 겸 정치가이기도 한 이범석의 종조부가 된다.

## 생애
이인명은 1819년(순조 19년)에 충청도 공주에서 태어났다. 그는 광평대군의 15대손으로 정안부정의 12대손이며, 용궁현감(龍宮縣監)을 지낸 이일연(李一淵)의 아들이었으나 문정공(文貞公) 이목연(李穆淵)의 양자가 되었다. 흥선대원군의 측근이었다가 명성황후의 편에 선 이경하(李景夏)는 그의 일족이었다. 양아버지 이목연이 충청남도 천안군 목천면으로 낙향하게 됨에 따라 양부를 따라 충청도 천안으로 내려갔다.
일찍이 생원시에 합격한 뒤 1858년(철종 9) 생원으로서 정시 문과(庭試文科)에 병과로 급제, 승정원주서가 되고 1861년 홍문관의 도당록(都堂錄)에 선발되었다. 그 뒤 삼정(三政)의 문란 등에 항거한 농민의 봉기가 전국적으로 확산되자 1862년(철종 13) 경상우도 암행어사로 나아가 지방관의 불법행위를 규찰하고 되돌아왔다. 1863년(철종 14) 사헌부지평에 올라 청나라에 진주사(陳奏使)가 파견될 때 서장관(書狀官)에 임명되어 연경을 방문, 1864년에 귀국하였다.
그 후 청환직을 두루 거쳐 1867년(고종 4) 이조참판, 성균관대사성을 거쳐, 1870년 행홍문관부제학이 되었다가 다시 이조참판이 되었다.
그 뒤 이조판서에 승진, 1879년 형조판서·한성부판윤 등을 거쳐 1880년과 1881년 네 차례에 걸쳐 대사헌에 재기용되었다. 1882년 공조판서가 되었다가 다시 사헌부대사헌에 재임명되었다. 1882년 임오군란이 일어나 명성황후가 지방으로 도피했을 때 대원군은 민비의 장례를 거행했다. 1882년의 민비 장례 때 산릉도감제조(山陵都監提調)가 되었으나 왕비가 되돌아오자 면직되었다. 그해 왕실의 족보인 선원보략을 수정할 때 선원보략감인당상(監印堂上)에 임명되어 왕실 족보의 수정에 관여한 뒤 가자되었다. 1883년 또 다시 사헌부대사헌이 되었다가 의정부좌참찬이 되었다.
1883년 예조판서에 임명되었다. 1884년(고종 21) 예조판서로서 복제(服制)의 개혁으로 소매의 폭을 줄인 착수의(窄袖衣)를 만든 뒤, '좁은 소매옷 입으라'는 절목(節目)을 마련하라는 고종을 명을 받고, 전래의 풍속에 위배된다며 짧은옷을 반대하는 상소를 했다가, 오히려 역탄핵을 받고 만경현에 유배되었다. 곧 풀려나 다시 소환되었고 의정부당상에 올랐다. 1885년 세자가 병을 얻자 의약청(議藥廳) 제조로 간병에 참여하여 가자되었으며, 판의금부사에 임명되었다. 1886년 형조판서와 공조판서를 역임했고, 1887년 다시 판의금부사가 되었다.
1910년(융희 4년) 7월 효헌공의 시호가 추서되었다.

## 가족 관계
- 친 아버지 : 이일연(李一淵)
- 양 아버지 : 이목연(李穆淵)

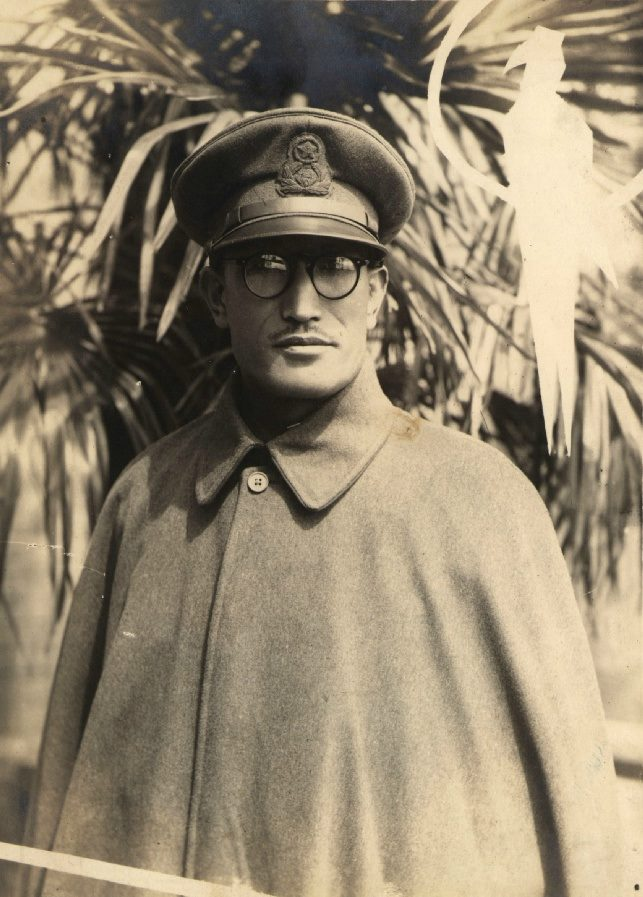
이인명 前 조선국 판의금부사의
종손(從孫)이기도 한
철기 이범석 前 대한민국 국무총리

  - 양 동생 : 이인천(李寅天, ? - ?), 이목연의 아들
    - 양 조카 : 이문하(李文夏, ? - ?)
      - 종손 : 이범석(李範奭, 1900년 - 1972년)
- 부인 : ?
  - 아들 : 이교하(李敎夏, 1842년 ~ 1898년)
  - 아들 : 이경하(李敬夏, 1847년 ~ ?)

## 같이 보기
- 임오군란
- 착수의
- 이경하
- 광평대군
- 이목연
- 흥선대원군
- 이범석